# Vouhenans
Vouhenans ist eine französische Gemeinde im Département Haute-Saône in der Region Bourgogne-Franche-Comté.

## Geographie
Vouhenans liegt auf einer Höhe von 295 m über dem Meeresspiegel, vier Kilometer südsüdwestlich von Lure und etwa 25 Kilometer östlich der Stadt Vesoul (Luftlinie). Das Dorf erstreckt sich im östlichen Teil des Departements, in der Ebene von Lure, östlich des Flusslaufs des Ognon.
Die Fläche des 8,36 km² großen Gemeindegebiets umfasst einen Abschnitt der Ebene von Lure. Die Schwemmebene am Rand der Vogesen liegt durchschnittlich auf 285 m. Sie wird von den Flussläufen des Ognon und des Rahin durchzogen, die mit zahlreichen Windungen durch ein ehemals sumpfiges Gebiet nach Südwesten fließen. Die Ebene wird teils landwirtschaftlich genutzt, teils ist sie mit Auenwald bestanden. Zwischen Ognon und Rahin befindet sich die Anhöhe Butte de Châtillon, auf der mit 333 m die höchste Erhebung von Vouhenans erreicht wird. Sie besteht zusammen mit der südlichen Fortsetzung, dem Champ Grenier (313 m), aus Muschelkalk der mittleren Trias.
Die westliche Abgrenzung verläuft entlang dem Ognon und seinem rechten Seitenbach Reigne am Rand des Bois de Talère. Nach Osten erstreckt sich das Gemeindeareal über die Niederung des Rahin in die ausgedehnte Waldung des Bois du Marais (308 m) und des Bois du Vernois (307 m), in dem sich drei Fischweiher befinden. In geologisch-tektonischer Hinsicht ist dieser Abschnitt aus einer Wechsellagerung von sandig-mergeligen und kalkigen Sedimenten aufgebaut, die während der Lias (Unterjura) abgelagert wurden.
Zu Vouhenans gehört der Weiler Pont Charivari (286 m) in der Niederung westlich des Rahin. Nachbargemeinden von Vouhenans sind Magny-Vernois und Lure im Norden, Moffans-et-Vacheresse im Osten, La Vergenne, Gouhenans und Le Val-de-Gouhenans im Süden sowie Vy-lès-Lure im Westen.

## Geschichte
Erstmals urkundlich erwähnt wird Vouhenans im Jahr 1178 unter dem Namen Vulnens. Von 1317 ist die Bezeichnung Vounens überliefert. Im Mittelalter gehörte das Dorf zur Freigrafschaft Burgund und darin zum Gebiet des Bailliage d’Amont. Die lokale Herrschaft hatte das Kloster von Lure inne. Zusammen mit der Franche-Comté gelangte Vouhenans mit dem Frieden von Nimwegen 1678 definitiv an Frankreich. Erst 1783 erhielten die Bewohner gewisse Freiheitsrechte zugesprochen. Heute ist Vouhenans Mitglied des 22 Ortschaften umfassenden Gemeindeverbandes Communauté de communes du Pays de Lure.

## Bevölkerung
| Jahr                       | 1962 | 1968 | 1975 | 1982 | 1990 | 1999 | 2006 | 2018 |
| Einwohner                  | 279  | 313  | 335  | 343  | 355  | 403  | 405  | 376  |
| Quellen: Cassini und INSEE |      |      |      |      |      |      |      |      |

Mit 381 Einwohnern (1. Januar 2022) gehört Vouhenans zu den kleineren Gemeinden des Départements Haute-Saône. Nachdem die Einwohnerzahl in der ersten Hälfte des 20. Jahrhunderts deutlich abgenommen hatte (1881 wurden noch 524 Personen gezählt), wurde seit Beginn der 1960er Jahre wieder ein kontinuierliches Bevölkerungswachstum verzeichnet. Die Zahlen stammen aus den Datensätzen von Cassini und INSEE.

## Sehenswürdigkeiten
Die Kirche Saint-Nicolas wurde zu Beginn des 18. Jahrhunderts erbaut. Zwei Seitenkapellen wurden 1830 hinzugefügt. Zur Ausstattung gehört wertvolles Mobiliar, darunter das reich geschnitzte Chorgestühl (18. Jahrhundert). Vor der Kirche steht das Croix Saint-Nicolas, ein auf 1503 datiertes Kreuz aus Buntsandstein, das seit 1979 als Monument historique klassiert ist.

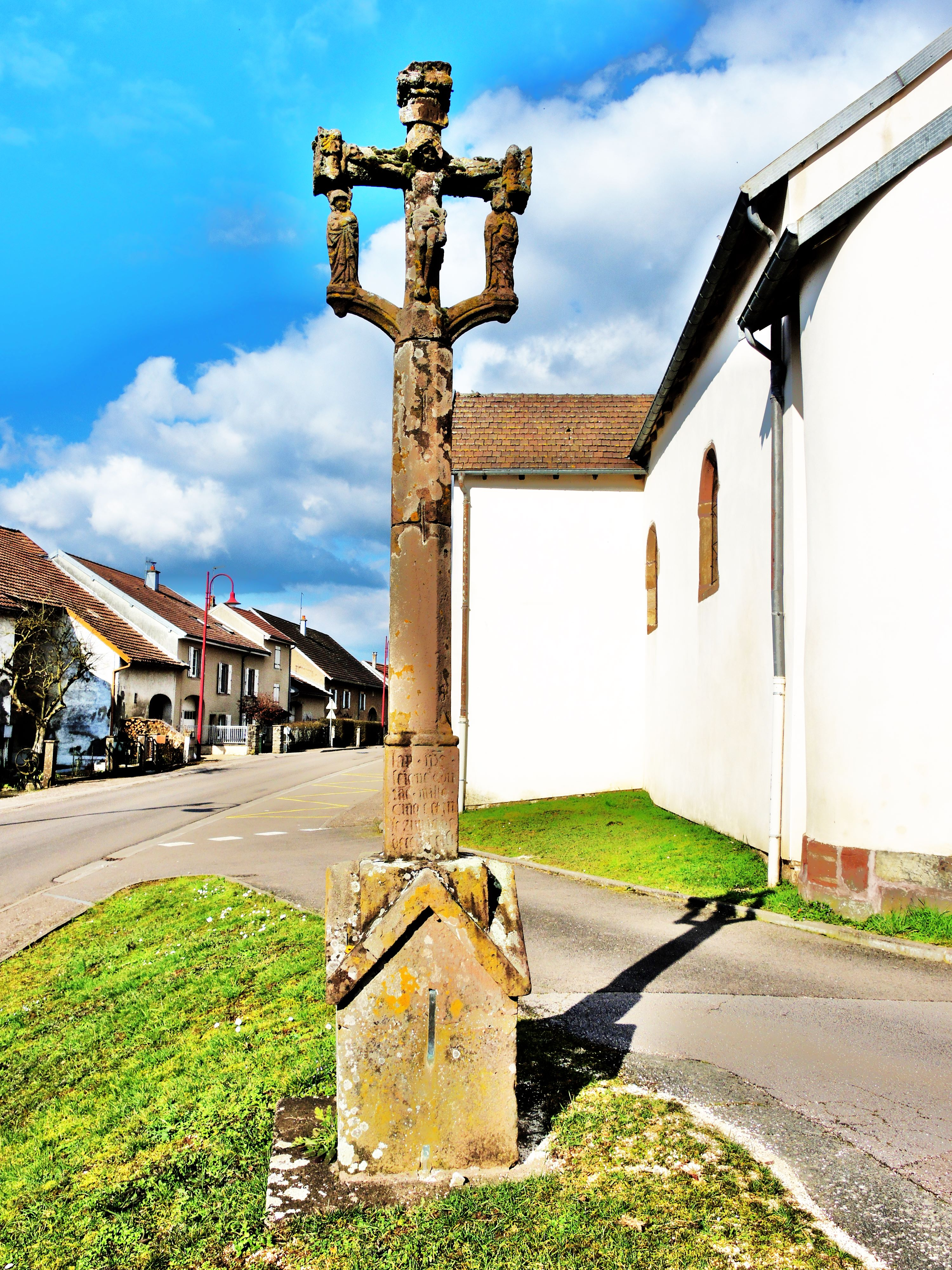
Denkmalgeschütztes Croix Saint-Nicolas aus dem Jahr 1503

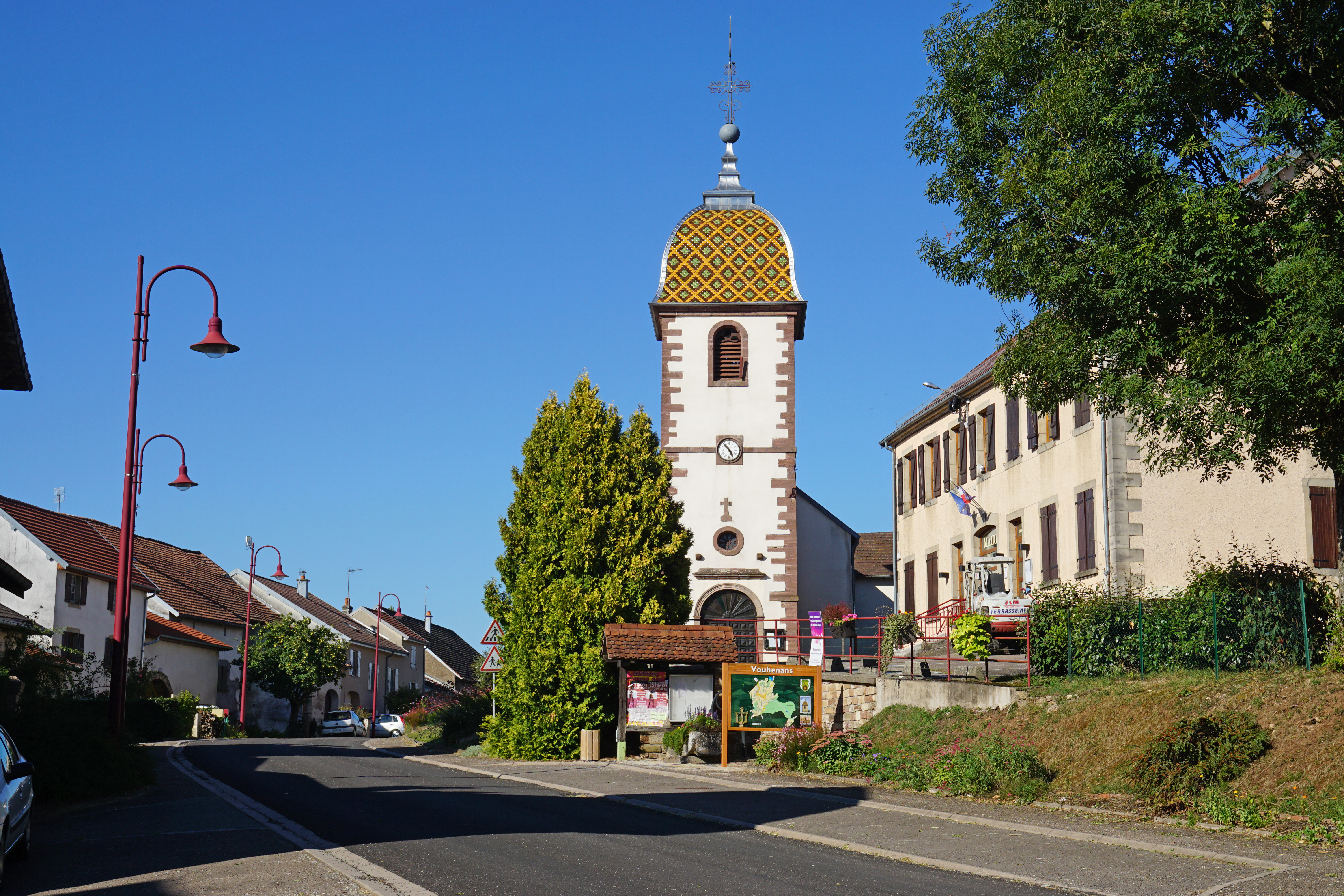
Ortsmitte mit der Kirche Saint-Nicolas

## Wirtschaft und Infrastruktur
Vouhenans war lange Zeit ein vorwiegend durch die Landwirtschaft (Ackerbau, Weinbau, Obstbau und Viehzucht) und die Forstwirtschaft geprägtes Dorf. Die Wasserkraft von Ognon und Rahin wurde früher für den Betrieb von Mühlen genutzt (Moulin Rouge, Moulin Blanc und Moulin Vert). Im Weiteren spielten Gipsabbau und ein Hochofen eine wichtige Rolle im wirtschaftlichen Leben des Dorfes. Heute gibt es verschiedene Betriebe des lokalen Kleingewerbes. In den letzten Jahrzehnten hat sich das Dorf zu einer Wohngemeinde gewandelt. Viele Erwerbstätige sind deshalb Wegpendler, die in den größeren Ortschaften der Umgebung ihrer Arbeit nachgehen.
Die Ortschaft liegt abseits der größeren Durchgangsachsen nahe einer Departementsstraße, die von Lure nach Villersexel führt. Weitere Straßenverbindungen bestehen mit Les Aynans und Athesans. Durch das Gebiet führte die Eisenbahnlinie von Lure nach Villersexel, die im Zuge des Baus der TGV-Linie Rhin-Rhône wieder aktiviert wird.

## Persönlichkeiten
- Pierre-Joseph Desault (1744–1795), französischer Chirurg